# 帕坦科特縣
帕坦科特縣（Pathankot District）是印度西北部旁遮普邦的一個縣，位於西瓦利克山脈山腳。2011年7月27日從古尔达斯普尔县析置。